# Tomé Barbosa de Figueiredo Almeida Cardoso
Tomé Barbosa de Figueiredo Almeida Cardoso (Colónia de Sacramento, 04/08/1755 - Santa Catarina, Lisboa, 07/08/1820 ), oficial da Secretaria de Estado dos Negócios Estrangeiros, reputado poliglota e etimologista (saberia perfeitamente as línguas grega, latina, francesa, italiana, espanhola, inglesa, dinamarquesa, sueca, alemã, turca, árabe e russa), para além de grande conhecedor das respectivas literaturas . Estes dotes, reais ou imaginários, estão na origem da famosa catilinária de Bocage sobre o imenso talento do Pacheco da Secretaria de Estado, e serviu de modelo ao Pacheco de Eça de Queirós.
Deste autor Inocêncio Francisco da Silva, no seu Dicionário Bibliográfico Português, apenas aponta duas obras: uma tradução do périplo de Hanno e uma listagem dos autores portugueses quinhentistas que escreveram em latim.

## Obras conhecidas
- Périplo, ou circumnavegação de Hannon, trasladada do grego, e annotada, em Jornal de Coimbra, Volume V (1818), pp. 65 e seguintes;
- Resumo histórico dos principais portugueses, que no século XVI compuseram em latim, em Jornal de Coimbra, Volume VI (1818), pp. 84-104;